# Carlos Maia Pinto
Carlos Henriques da Silva Maia Pinto (Porto, 5 juni 1866 - 2 november 1932) was een Portugees politicus en premier tijdens de Eerste Portugese Republiek.

## Levensloop
Beroepshalve was hij militair officier.
Op 19 oktober 1921 was hij minister van Koloniën in de regering van Manuel Maria Coelho, waarna hij op 5 november 1921 Coelho opvolgde als premier van Portugal. Net zoals vele premiers tijdens de Eerste Portugese Republiek bleef hij niet lang in functie. Al op 16 december 1921 gaf hij het premierschap door aan Francisco Pinto da Cunha Leal. Tijdens zijn premierschap was hij ook minister van Binnenlandse Zaken.
- International Standard Name Identifier: 0000 0000 7012 6638
- Virtual International Authority File: 99814794